# NGC 2943
NGC 2943 é uma galáxia elíptica (E) localizada na direcção da constelação de Leo. Possui uma declinação de +17° 01' 52" e uma ascensão recta de 9 horas, 38 minutos e 32,9 segundos.
A galáxia NGC 2943 foi descoberta em 1 de Abril de 1864 por Albert Marth.